# Orlača vas
Orlača vas (nemško Arlsdorf) je naselje v Občini Velikovec v Okraju Velikovec na Koroškem v Avstriji.